# Казачола-Белведере (Арецо)
Казачола-Белведере је насеље у Италији у округу Арецо, региону Тоскана.
Према процени из 2011. у насељу је живело 60 становника. Насеље се налази на надморској висини од 317 м.